# Controverse autour de la promesse de non-entrée de l'Ukraine dans l'OTAN
La controverse autour de la promesse de non-entrée de l'Ukraine dans l'OTAN est une controverse historique et géopolitique au sujet de l'existence ou de l'inexistence d'une promesse qui aurait été faite par les États-Unis et l'OTAN à la Russie, selon laquelle l'Ukraine ne serait jamais invitée à rejoindre l'OTAN. Cette controverse a été mobilisée par Vladimir Poutine durant l'invasion de l'Ukraine par la Russie en 2022.

## Histoire
Durant l'invasion de l'Ukraine en 2022, Vladimir Poutine justifie l'intervention en affirmant que « on nous avait promis que l'infrastructure de l'OTAN ne s'avancerait pas d'un pouce vers l'est. Ils ont dit une chose et fait le contraire ». Des documents d'archives montrent en effet qu'il a été évoqué, à l'oral, que l'OTAN n'avancerait pas vers l'Est, notamment par James Baker, le secrétaire d'État des États-Unis. 
Toutefois, Baker promet à Gorbatchev le 9 février 1990 que l'OTAN ne s'étendra pas d'un inch à l'Est sur le territoire de l'Allemagne, non encore unifiée. Ces promesses sont réalisées en 1990, dans un contexte où le pacte de Varsovie existe toujours. Il est alors inimaginable que l'OTAN puisse s'étendre vers l'Est.  
Aussi, cet engagement n'a jamais été présent dans aucun traité, alors que les négociations fonctionnaient alors déjà par l'écrit. Dans une publication en défense, l'OTAN rappelle qu « il n'y a jamais eu, de la part de l'Ouest, d'engagement politique ou juridiquement contraignant de ne pas élargir l'OTAN au-delà des frontières d'une Allemagne réunifiée ». Le seul engagement écrit est celui du traité portant règlement définitif concernant l'Allemagne, signé en décembre 1990, qui prévoyait que l'OTAN ne déploierait pas de forces non-allemandes en Allemagne de l'Est, ni des armes nucléaires, promesse qui fut tenue. 
En 2015, Vladimir Poutine admet : « Rien n’avait été couché sur le papier. Ce fut une erreur de Gorbatchev. En politique, tout doit être écrit, même si une garantie sur papier est aussi souvent violée ». En revanche, le mémorandum de Budapest garantissait que l'intégrité territoriale de l'Ukraine devait être respectée.